# 塩狩駅
塩狩駅（しおかりえき）は、北海道上川郡和寒町字塩狩にある北海道旅客鉄道（JR北海道）宗谷本線の駅である。電報略号はシリ。事務管理コードは▲121809。駅番号はW37。

## 歴史
当初は単なる信号場として設置されたが、入植者の増加や塩狩温泉の開業もあり、1924年（大正13年）から旅客駅として営業を開始した。
その立地から後述するように周辺他駅と比しても利用が僅少な状況が長らく続いており、2010年代以降のJR北海道による利用僅少駅の旅客扱い見直しにあたっては、2021年（令和3年）4月以降は和寒町が維持管理を受け持つ形で旅客扱いを継続している。

### 年表

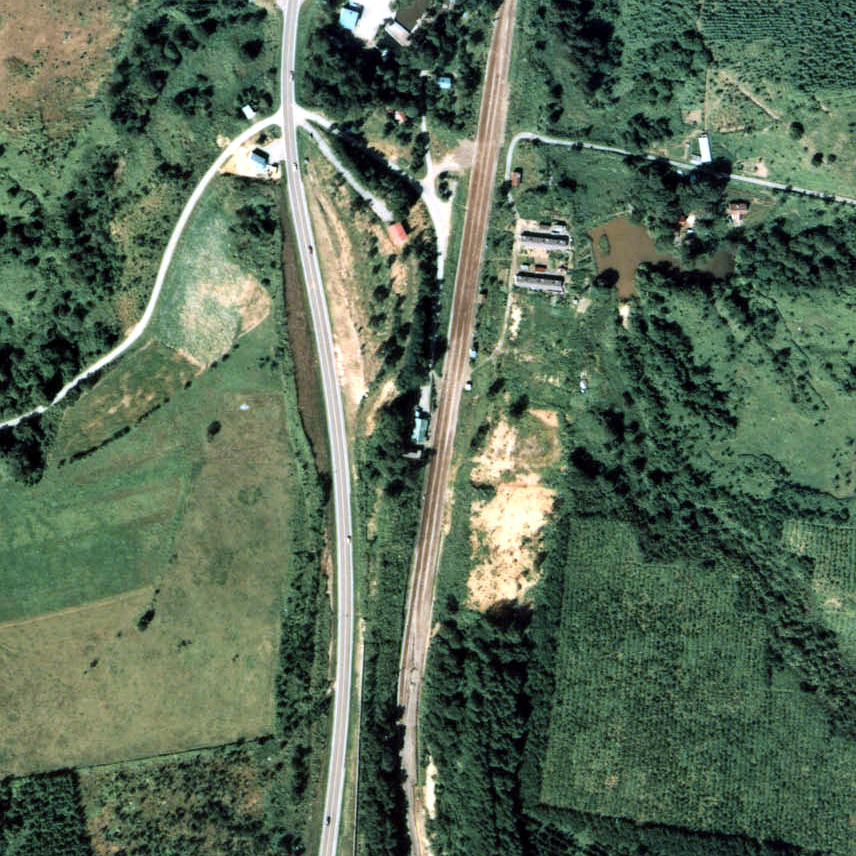
1977年の塩狩駅と周囲約500m範囲。上が名寄 方面。千鳥式ホーム2面2線であるが、上下線の真ん中に、今は撤去されて無くなった待避線が見える。貨物積卸場は無い。

- 1916年（大正5年）9月5日：鉄道院宗谷線の塩狩信号所として設置[5][6][7]。
- 1919年（大正8年）10月20日：宗谷本線に線名を改称[6]。
- 1922年（大正11年）4月1日：塩狩信号場に改称[1][7]。
- 1924年（大正13年）11月25日：塩狩駅に昇格し[5][7]、旅客・手荷物・旅客附随小荷物の取扱い開始[8][4]。
- 1927年（昭和2年）9月1日：小荷物・小口扱貨物の取扱い開始（配達はせず）[9][4]。
- 1949年（昭和24年）6月1日：日本国有鉄道に移管。
- 1963年（昭和38年）4月30日：公衆電報の取り扱い廃止[7]。
- 1969年（昭和44年）9月12日：構内に「長野政雄殉職記念碑」（後述）建立[4][7]。
- 1971年（昭和46年）9月1日：構内に「塩狩峠」の標識を建植[7]。
- 1974年（昭和49年）10月1日：貨物取扱い廃止[1]。
- 1984年（昭和59年）
  - 2月1日：荷物取扱い廃止[1]。
  - 11月10日：駅員無配置駅となり、出改札業務廃止[新聞 2]（連査閉塞運転要員はそのまま配置）。
- 1986年（昭和61年）11月1日：電子閉塞化により運転要員を廃止し、完全無人駅化[新聞 3]。
- 1987年（昭和62年）4月1日：国鉄分割民営化により、北海道旅客鉄道（JR北海道）の駅となる[6]。
- 2019年（令和元年）12月3日：JR北海道が沿線自治体に対し、宗谷本線活性化推進協議会を通じて当駅含む29駅[注釈 1]について、自治体による維持管理もしくは費用負担による存続か、2021年（令和3年）3月での廃止かの方針を2020年3月までに報告するよう要請[新聞 4]。
- 2021年（令和3年）4月：和寒町による維持管理に移行[新聞 1]。
  - 維持費用の原資は主としてふるさと納税によって賄われている[新聞 5]。維持管理移行前年から開始された資金集めにより、2021年（令和3年）4月末までに、ふるさと納税586万円に加えて、駅近くのユースホステルなどに置いた募金箱や町役場持参への寄付を含めて623万円が全国から集まり、駅維持費用（年間275万円）の2年分以上の財源を確保している[新聞 6]。

### 駅名の由来
天塩国と石狩国の国境にあることから。

## 駅構造
隣の蘭留駅と同じく、相対式ホーム型がずれた形の千鳥式ホーム2面2線を有する、列車交換可能な地上駅。構内踏切で結ばれている。和寒町管理の無人駅。木造駅舎がある。
1993年（平成5年時点）では構内の旭川方のみ駅舎側が直進の片開分岐、稚内方は両開き分岐器を採用し、駅舎側が下り本線・反対側が上り本線となっていたが、その後高速化にあわせて駅舎側を本線とした一線スルーになっている。また、かつては上下線の中央に待避線が1本あったが、無人化に伴い撤去された。

### のりば
| 番線 | 路線      | 方向 | 行先               |
| ---- | --------- | ---- | ------------------ |
| 1    | ■宗谷本線 | 下り | 名寄・音威子府方面 |
| 1・2 | ■宗谷本線 | 上り | 旭川方面           |

- 2番線は一部列車のみ使用

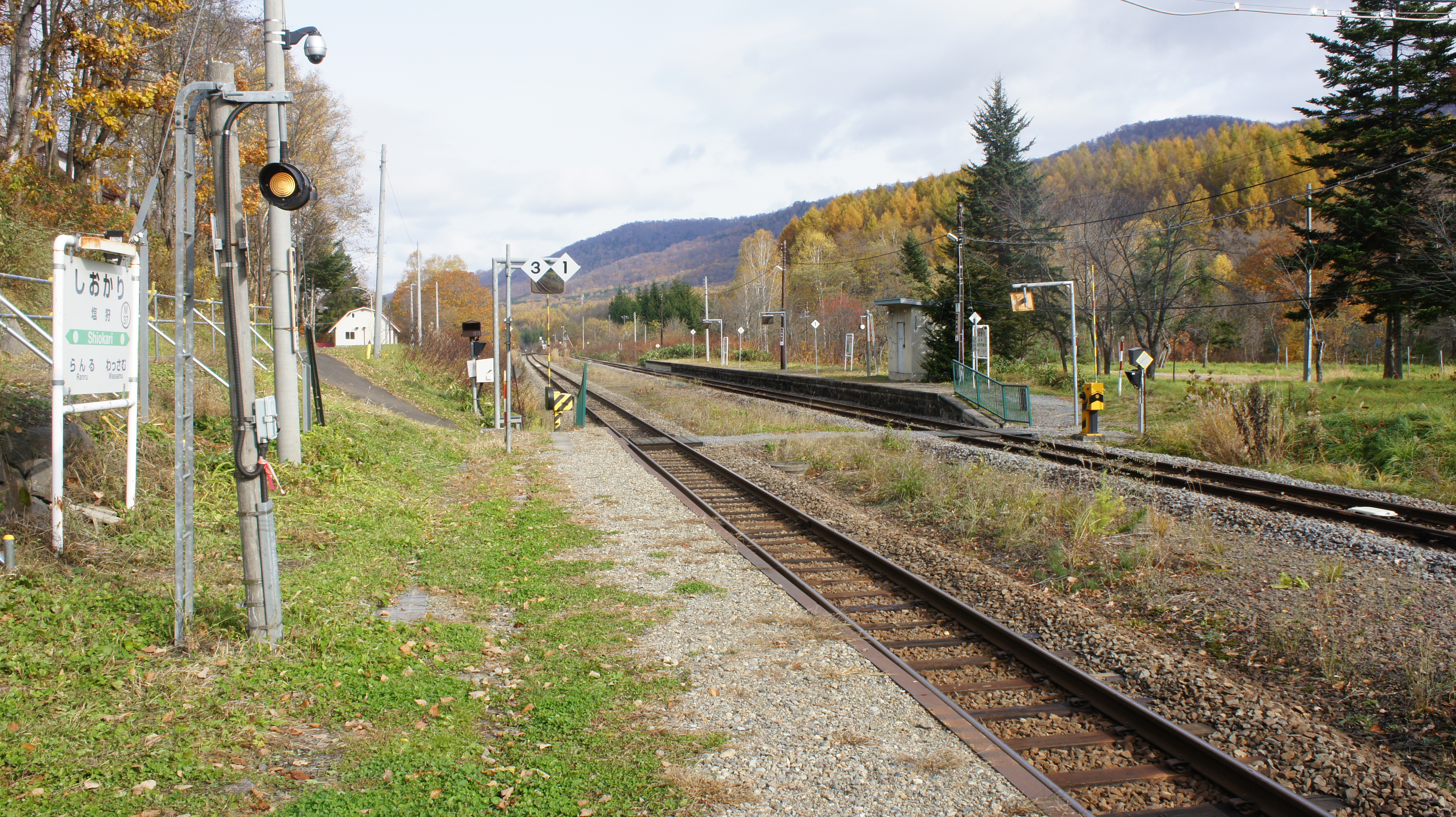
ホーム（2017年10月）
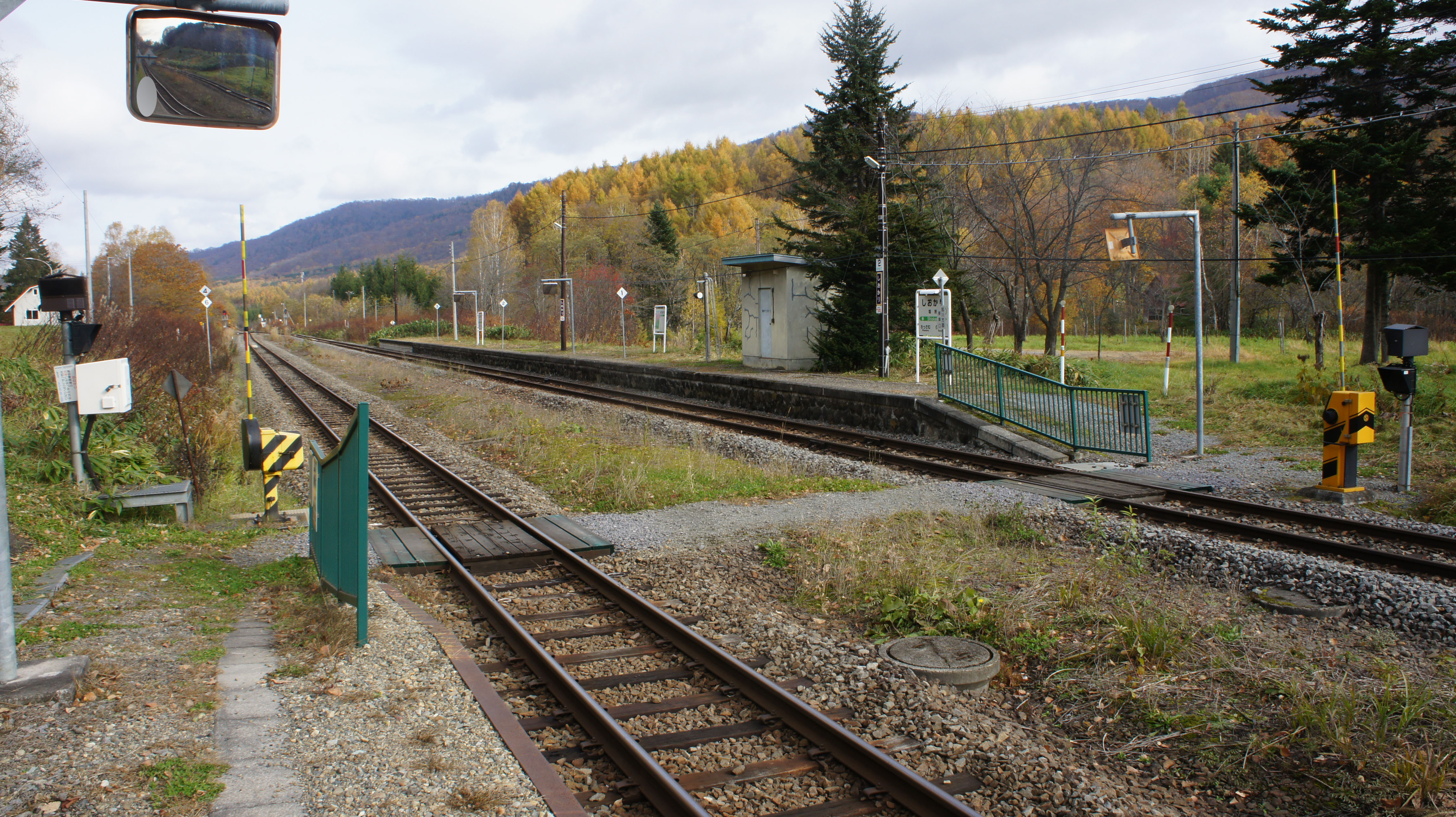
構内踏切（2017年10月）
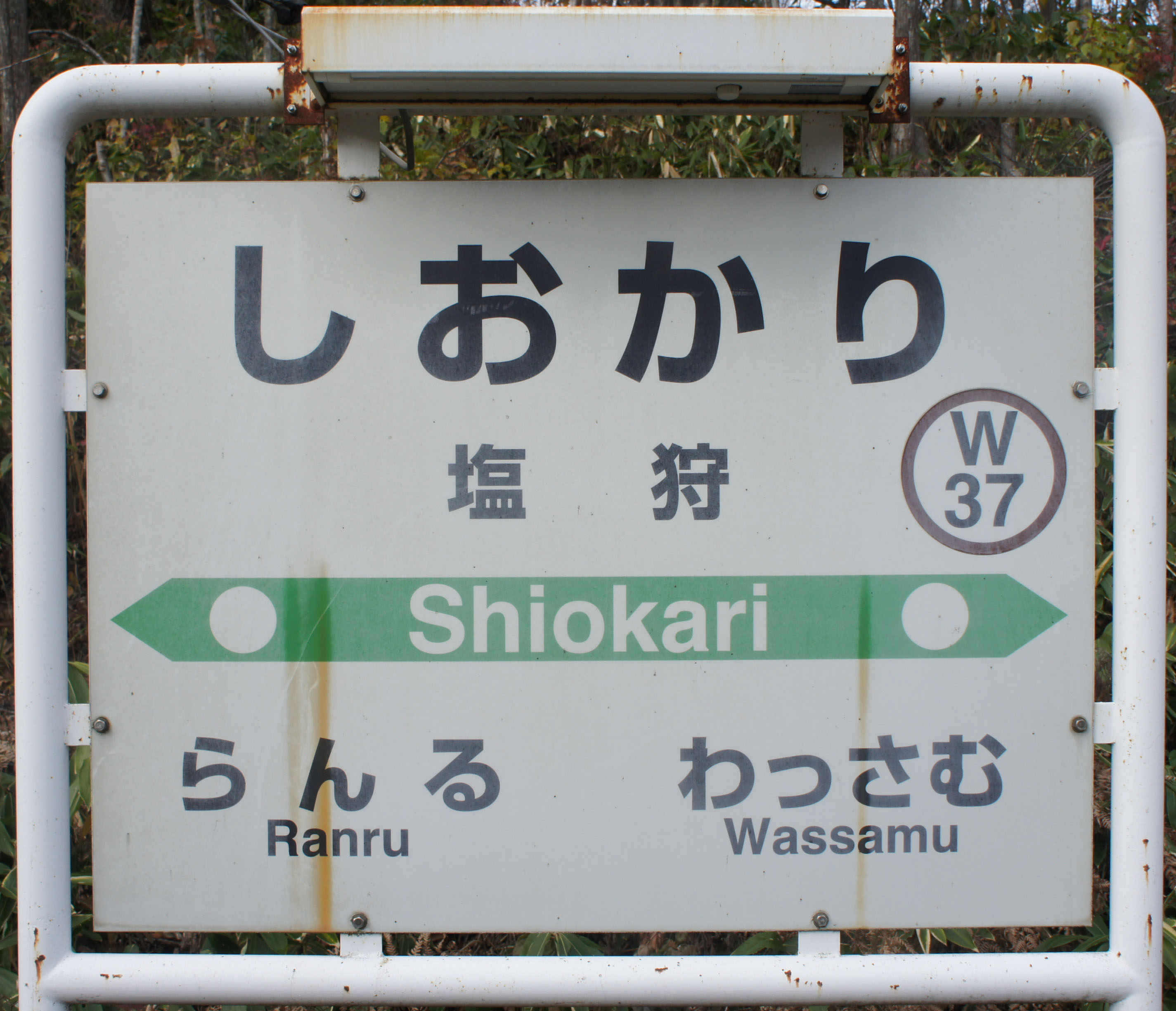
駅名標（2017年10月）

## 利用状況
乗車人員の推移は以下のとおり。年間の値のみ判明している年については、当該年度の日数で除した値を括弧書きで1日平均欄に示す。また、「JR調査」については、当該の年度を最終年とする過去5年間の各調査日における平均である。
| 年度               | 乗車人員 | 乗車人員 | 乗車人員     | 出典       | 備考                       |
| 年度               | 年間     | 1日平均  | JR調査       | 出典       | 備考                       |
| ------------------ | -------- | -------- | ------------ | ---------- | -------------------------- |
| 1924年（大正13年） | 10,952   | (30.0)   |              | [ 4 ]      | 同年11月25日に旅客営業開始 |
| 1928年（昭和03年） | 13,317   | (36.5)   |              | [ 4 ]      |                            |
| 1933年（昭和08年） | 10,380   | (28.4)   |              | [ 4 ]      |                            |
| 1938年（昭和13年） | 16,145   | (44.1)   |              | [ 4 ]      |                            |
| 1943年（昭和18年） | 37,355   | (102.1)  |              | [ 4 ]      |                            |
| 1953年（昭和28年） | 33,405   | (91.5)   |              | [ 4 ]      |                            |
| 1958年（昭和33年） | 52,516   | (143.9)  |              | [ 4 ]      |                            |
| 1963年（昭和38年） | 39,245   | (107.2)  |              | [ 4 ]      |                            |
| 1948年（昭和43年） | 24,210   | (66.3)   |              | [ 4 ]      |                            |
| 1973年（昭和48年） | 12,742   | (34.9)   |              | [ 4 ]      |                            |
| 1978年（昭和53年） |          | 16.0     |              | [ 10 ]     |                            |
| 1992年（平成04年） |          | (4.0)    |              | [ 2 ]      | 1日乗降客数8名             |
| 2015年（平成27年） |          |          | 「1名以下」  | [ JR北 1 ] |                            |
| 2017年（平成29年） |          |          | 0.2          | [ JR北 2 ] |                            |
| 2018年（平成30年） |          |          | 「1名以下」  | [ JR北 3 ] |                            |
| 2019年（令和元年） |          |          | 1.2          | [ JR北 4 ] |                            |
| 2020年（令和02年） |          |          | 「3名以下」  | [ JR北 5 ] |                            |
| 2021年（令和03年） |          |          | 「3名以下」  | [ JR北 6 ] |                            |
| 2022年（令和04年） |          |          | 「10名以下」 | [ JR北 7 ] |                            |
| 2023年（令和05年） |          |          | 2.6          | [ JR北 8 ] |                            |

## 駅周辺

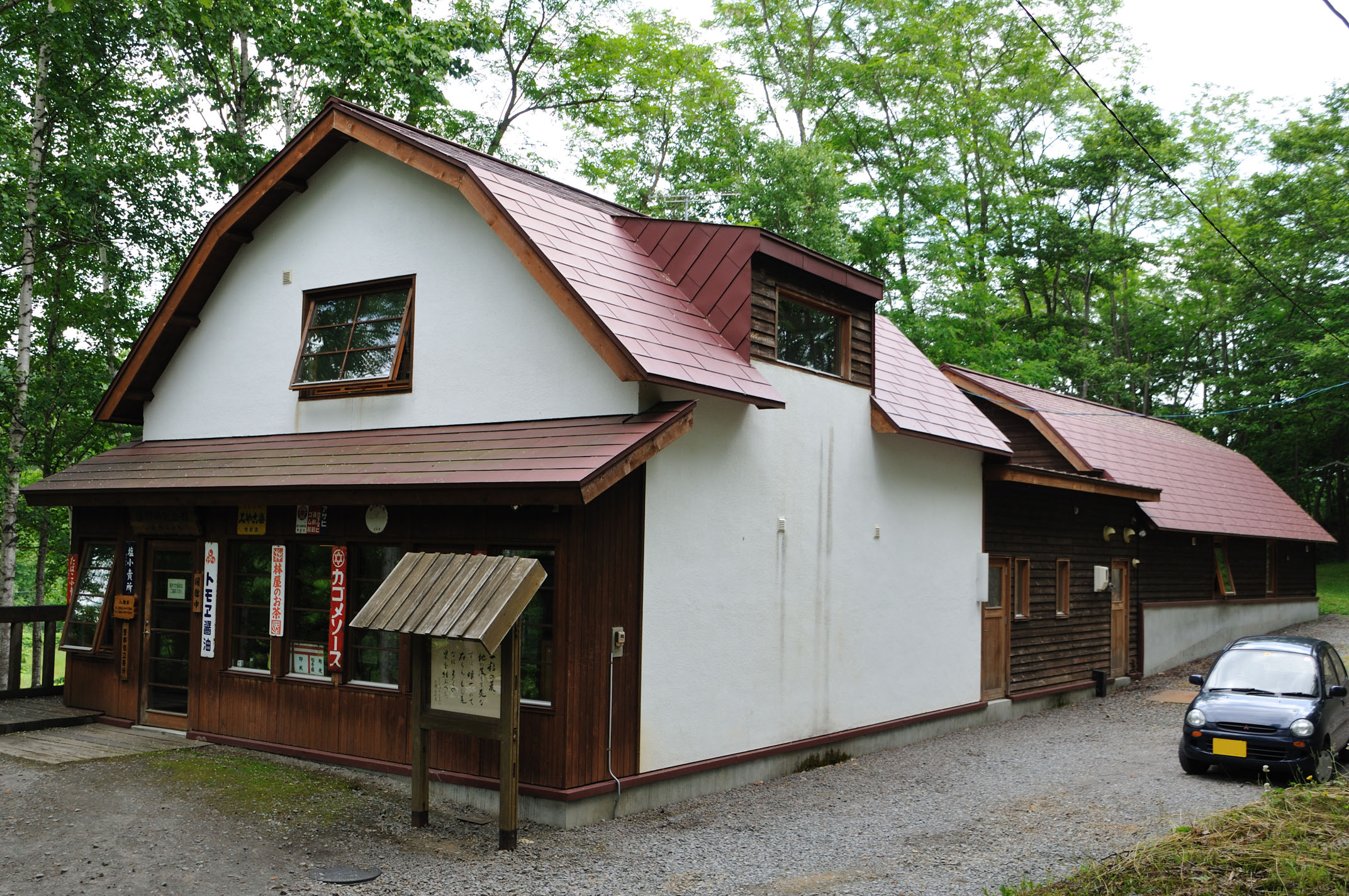
塩狩峠記念館（2009年7月）

塩狩峠の頂上付近にあり、後述の当駅開業前に発生した鉄道事故、およびそれをモデルとした三浦綾子の小説『塩狩峠』に関連した施設もみられる。
- 国道40号
- 塩狩峠記念館（三浦綾子の旧家を復元移設）
- 長野政雄顕彰碑[2]
- 塩狩峠一目千本櫻
- 夢ロード桜塩狩パーク
- 道北バス「塩狩」停留所
- 塩狩ヒュッテユースホステル
- 国設塩狩スキー場跡地

## その他

### 長野政雄の殉職

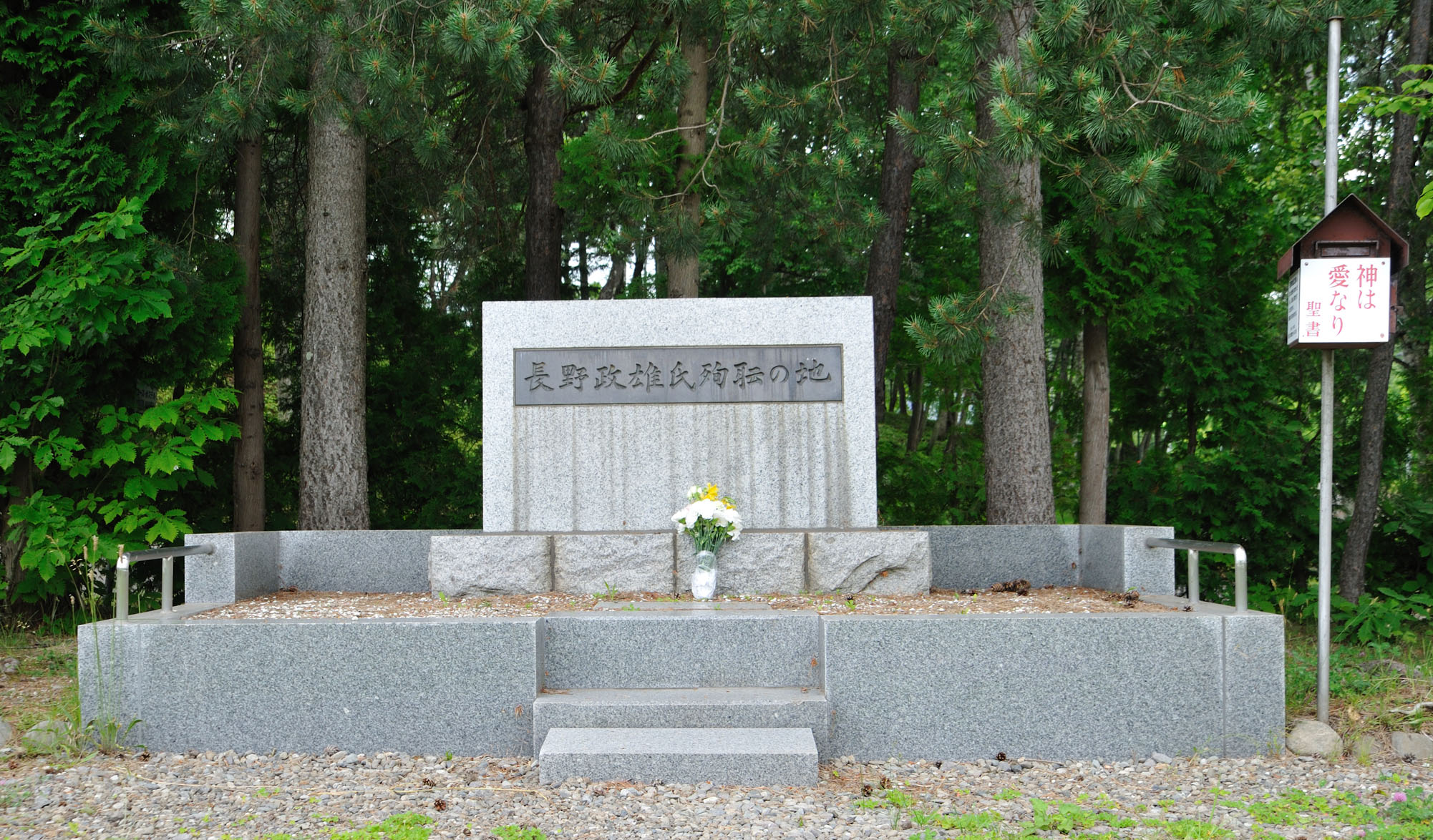
長野政雄顕彰碑（2009年7月）

1909年（明治42年）2月28日、8100形蒸気機関車牽引の名寄発旭川行き最終急行列車が塩狩峠の頂上付近（事故当時、当駅は未開業）に差し掛かった時、最後尾の客車の連結器が外れ、逆行・逸走する列車分離事故が発生した。乗り合わせていた鉄道院（国鉄の前身）旭川鉄道運輸事務所庶務主任の長野政雄が、デッキ上のハンドブレーキを操作して暴走する客車の停止を試みている最中、何らかの理由からデッキから線路上に転落した。客車はしばらく走行した後に停止し、乗客にけが人や犠牲者はなかったが、長野は客車の下敷きになり殉職した（満28歳没）。
後に三浦綾子によって、この事故を基にした小説『塩狩峠』が発表され（1966年〔昭和41年〕連載開始）、1973年（昭和48年）には映画化もされた。前述のように長野の死亡経緯は不明であるが、作中では長野をモデルとした主人公・永野信夫の殉職理由は「列車を止めるべく、自らの意志でデッキから車両の前に飛び込んだため」という解釈がされている。
『塩狩峠』連載開始3年後の1969年（昭和44年）には構内に「長野政雄殉職記念碑」が建立され、そののちには塩狩峠記念館・文学碑が立てられている。

## 隣の駅
北海道旅客鉄道（JR北海道）
■宗谷本線

■普通
蘭留駅 (W36) - 塩狩駅 (W37) - 和寒駅 (W38)